# Доник Максим Вікторович
Макси́м Ві́кторович До́ник (нар. 2 березня 1988 — пом. 17 червня 2014, місто Щастя, Луганська область) — солдат 3 батальйону окремої тактичної групи 80-ї окремої аеромобільної бригади, місто Чернівці).

## Життєпис
Народився в селі Санківці Хотинського району. Виростав з двома братами. Закінчив Санковецький навчально-виробничий комплекс. Працював медиком.
Загинув у бою з терористами в районі селища Металіст на околицях Луганська 17 червня 2014 року. Терористи атакували із засідки колону військових. Тоді ж полягли старший лейтенант Владислав Файфура, сержант Віктор Мігован, молодший сержант Ігор Крисоватий, старший солдат Віктор Піцул, солдат Юрій Мізунський, солдат Ілля Валявський, солдат Ілля Леонтій та молодший сержант Володимир Якобчук.
У Максима Доника залишилися півторарічний син Артем і дружина Любов, батьки Лариса й Віктор Доники та бабуся Антоніна.
Похований у Чернівцях, Центральне кладовище, Алея Слави.

## Нагороди та вшанування
- Орден «За мужність» III ступеня (2014, посмертно)[4]
- Почесна відзнака Чернівецької міської ради Медаль «На славу Чернівців» (2015, посмертно)[5].
- В Санковецькому НВК відкрито меморіальну дошку на честь Максима Доника.